# فریتس اینتهالر
فریتس اینتهالر (آلمانی: Fritz Inthaler؛ زادهٔ ۱۹ مارس ۱۹۳۷) دوچرخه‌سوار اهل اتریش است. وی در بازی‌های المپیک تابستانی ۱۹۶۰ شرکت کرده است.